# بعثات تبشيرية مسيحية

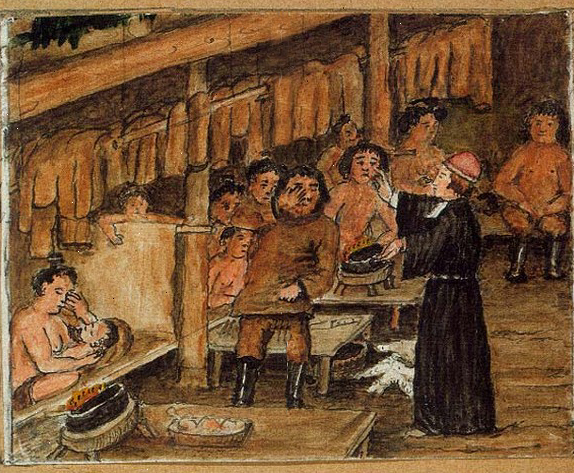

الإرسالية المسيحية أو البعثة المسيحية هي جهد منظم لنشر الديانة المسيحية. غالبًا ما تقوم هذه البعثات بإرسال أفراد وجماعات، ويدعى هؤلاء باسم المبشرين، حيث يقوم المبشرون بالتنقل عبر الحدود لغرض التبشير.
وتعرف الكنيسة الكاثوليكية التبشير بأنه: «عمل رعوي موجه إلى الذين لا يعرفون رسالة المسيح». طبقًا لوصايا العهد الجديد فإن المسيح قد أوصى تلاميذه ومن خلالهم جميع المسيحيين أن ينشروا الديانة إلى كافة أصقاع الأرض، وهي كانت من كلمات المسيح الأخيرة «ما يجعلها تكتسب أهمية كبيرة». الكنيسة تعتبر التبشير «حق إلهي» وتصرّح: «من واجبها ومن حقها البديهي أن تبشر العالم أجمع بالإنجيل، باستقلالية تامة عن أي سلطة ونفوذ بشري، مهما كان، وأن تستخدم لذلك الأسلوب المناسب لكل مجتمع». إلى جانب التبشير الديني والوعظ الديني ونشر المعتقدات المسيحية، تقوم البعثات المسيحية بأعمال إنسانيّة خاصة بين الفقراء والمحرومين. ويعمل العديد من المبشرين من خلال أنشطة في العمل الإنساني مثل تحسين التنمية الاقتصادية، ومحو الأمية، ونشر التعليم، والرعاية الصحية، وبناء دور الأيتام. المذاهب المسيحية تسمح بتوفير المساعدات دون الحاجة إلى التحول الديني.
ساهم المبشرين المسيحيين العديد من المساهمات الإيجابية في جميع أنحاء العالم. بحسب دراسة حديثة، نشرت في مجلة العلوم السياسية الأمريكية (مطبعة جامعة كامبريدج)، حيث تم التركيز على دور المبشرين البروتستانت، وجدت الدارسة أنهم كثيرًا ما تركوا أثرًا اجتماعيًا إيجابيًا للغاية في المناطق التي كانوا يعملون فيها. «من خلال التحليل الإحصائي ارتبطت البعثات البروتستانتية بشكل كبير وبقوة مع نشر الطباعة، والتعليم، والتنمية الاقتصادية، وتنظيم المجتمع المدني، وحماية الملكية الخاصة، وسيادة القانون، ومستويات أقل من الفساد». وبحسب العالم السياسي روبرت ودبيري وجد من خلال الإحصاءات إلى القول بأن البعثات البروتستانتية كانت عاملاً مساعدًا هامًا في نشر الحرية الدينية، والتعليم، والديمقراطية.
يتفوق المسيحيون تعليميًا في مناطق أفريقيا جنوب الصحراء على غير المسيحيين، وعزا بعض علماء الاجتماع ذلك إلى جوانب تاريخية مثل الأنشطة التبشيرية المسيحية خلال فترات الاستعمار الغربي، ويشير روبرت د. ودبيري عالم اجتماع في جامعة بايلور أن للمُبشرين البروتستانت في أفريقيا «كان لهم دور فريد في نشر التعليم الشامل» بسبب الأهمية الدينية لدراسة وقراءة الكتاب المقدس، حيث قام المُبشرين في ترجمة الكتاب المقدس للغات المحليَّة وفي إنشاء المدارس لتعزيز معرفة القراءة والكتابة، ويشير ناثان نان أستاذ الاقتصاد في جامعة هارفارد أنَّ التعليم «هو المكافأة الرئيسية قبل المبشرين لجذب الأفارقة للمسيحية». كما وشجع المبشرين البروتستانت على تعليم المرأة ومحو الأمية بين النساء.
تم توجيه عدد من الانتقادات للنشاط التبشيري. منها أن المبشرين لديهم نقص ملحوظ في احترام الثقافات الأخرى، ونقد لعلاقة المبشرين مع السلطات الإستعمارية حيث كانت الأديان الرسمية للقوى الإستعمارية الأوروبية، وعملت في العديد من الأحيان «كذراع ديني» لتلك القوى. في البداية، تم تصوير المبشرين المسيحيين على أنهم «قديسين مرئيين ونموذج على التقوى المثالية في بحر من الوحشية المستمرة». ومع ذلك، في الوقت الذي واجت الحقبة الإستعمارية نهايتها في النصف الأخير من القرن العشرين، أصبح يتظر للمبشرين المسيحيين على أنهم «قوات الصدمة الأيديولوجية للغزو الإستعماري الذين عماهم التعصب».

## الأنواع
تتنوع البعثات المسيحية في استراتيجياتها وأهدافها، ويمكن تصنيفها بشكل أساسي إلى أربعة أنواع: التبشير، والتعليم، والرعاية الصحية (العمل الطبي)، والنشر والتوزيع (العمل الأدبي). تساهم هذه الأساليب بشكل حيوي في تحقيق الأهداف الروحية الشاملة للعمل التبشيري. ويظل التبشير هو الركيزة الأساسية لهذه البعثات، حيث يركز على نشر الإنجيل وتثبيت الإيمان لدى المجتمعات المحلية. ويهدف هذا الجانب الروحي إلى تمكين نشأة كنائس محلية قادرة على إدارة شؤونها بنفسها، وتوفير مواردها ذاتيًا، والتوسع والنمو من داخلها، وهي عناصر تعتبر أساسية لضمان استدامة جهود الإرسالية.

## التحديات والمستقبل
يُعد إرث الإرساليات المسيحية عنصرًا مهمًا في دراسة تاريخ انتشار المسيحية عالميًا، وقد ترك أثرًا ملموسًا في الجوانب الدينية والاجتماعية والتعليمية في العديد من المناطق. ومع التغيرات المتسارعة التي يشهدها العالم، تواجه المؤسسات المسيحية تحديات تتعلق بتكييف أساليبها التبشيرية لتتلاءم مع السياقات الثقافية المتنوعة. وتشير بعض الدراسات إلى أن الخبرات المستمدة من الإرساليات التاريخية قد تسهم في تطوير سياسات تبشيرية مستقبلية تأخذ في الاعتبار البعد الثقافي والاجتماعي، إلى جانب الأهداف الدينية، مما يعزز من فاعلية الأنشطة التبشيرية في بيئات متعددة.